# Sēlija

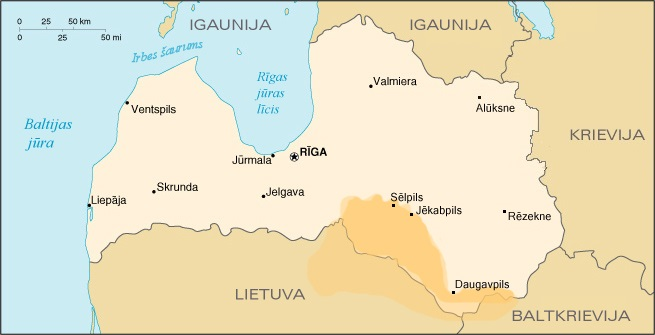
Die historische Siedlungsgebiet der Selonen.

Sēlija (deutsch Selonien, lateinisch Selonia), auch Augšzeme (deutsch Oberlettland), ist ein historisches Gebiet im Süden Lettlands zwischen der Düna und der litauischen Grenze. Es war Siedlungsgebiet der Selonen (Selen) und wurde später Teil des Herzogtums Semgallen. Heute gilt Jakobstadt (lettisch: Jēkabpils) als inoffizielle Hauptstadt.

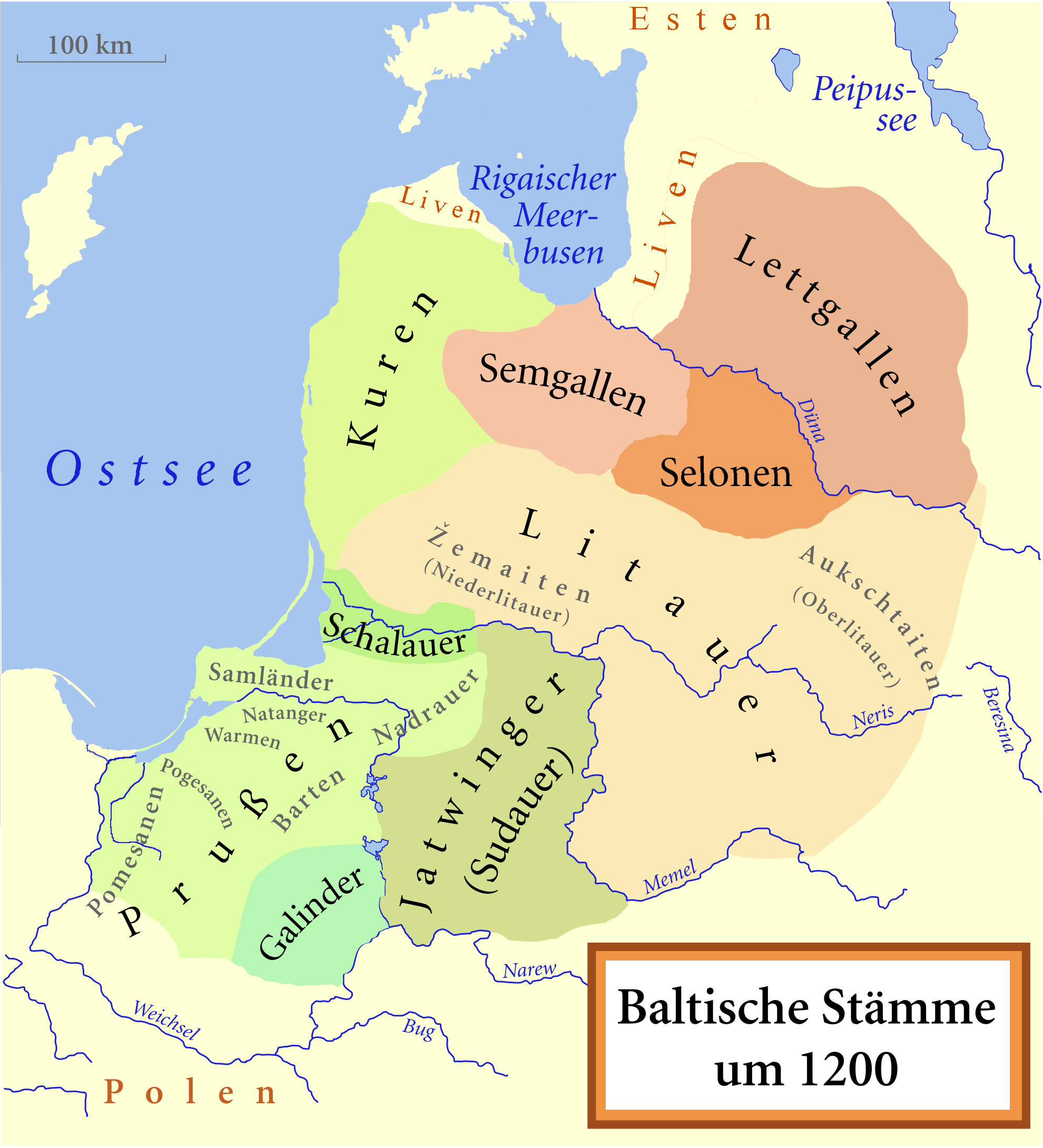
Siedlungsgebiet der Selonen um 1200

## Namen
In lateinischen Quellen wird das Land als Selonia bezeichnet. In der Livländischen Reimchronik heißt es Selenland. Laut Eckert und anderen wird in der Peutingerschen Tafel ein Fluss Fluvius Sellianus genannt, der mit der Daugava identisch ist.

## Geographie
Mit „Sēlija“ wird heute der langgestreckte Streifen des lettischen Staatsgebietes auf dem linken Ufer der Daugava von Jaunjelgava im Westen bis zur belarussischen Grenze im Osten bezeichnet.

## Geschichte

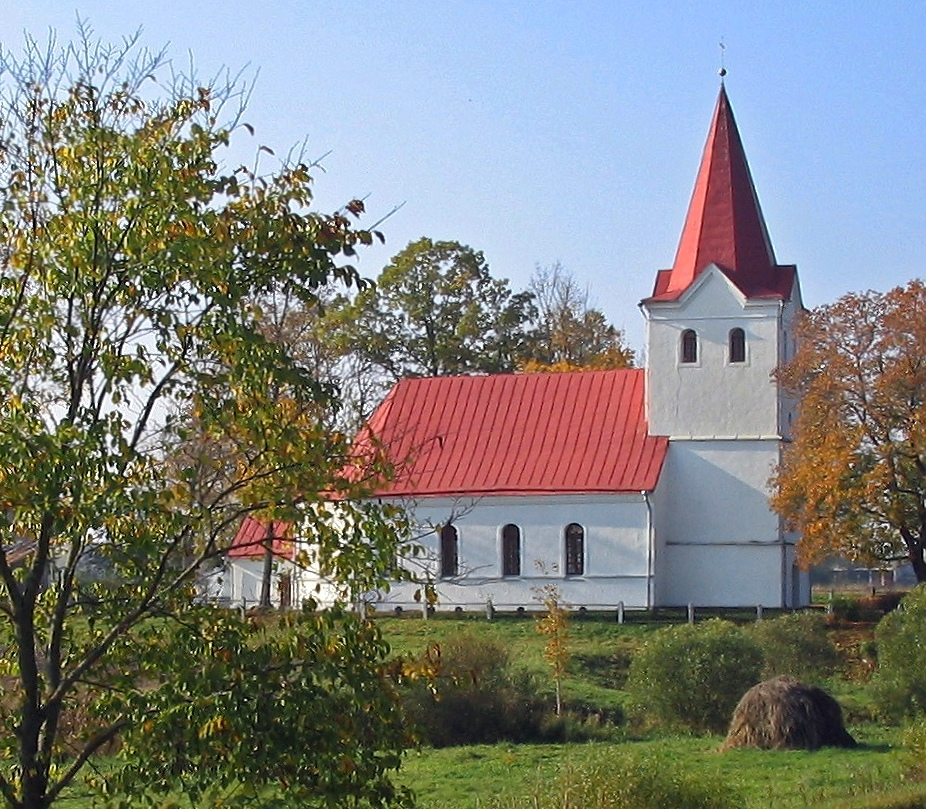
Die lutherische Kirche in Laši, Sēlija.

Selija war Siedlungsgebiet des baltischen Stammes der Selonen. Deren Mittelpunkt war die Burg Sēlpils (zu deutsch: „Burg der Selen“) an der Düna.
Nach 1180 sind Missionierungsversuche wie bei den Kuren, Liven und Semgallen überliefert.
1208 wurde das Gebiet vom Schwertbrüderorden unter Albert von Buxhoeveden unterworfen. Von 1218 bis 1226 bestand das Bistum Selonien (lateinisch: Selonia). Es ging im Bistum Semgallen auf, das seinerseits 1251 dem Bistum Riga zugeschlagen wurde. Später kam Sēlija unter die Herrschaft des Livländischen Ordens.
Es wurde Bestandteil des Herzogtums Semgallen.
Nach der Reformation beeinflussten unterschiedliche Glaubensrichtungen das Gebiet. Die deutschen Pastoren hatten wesentlichen Einfluss auf die Bildung der dortigen Einwohner. 
Im 19. Jahrhundert hatte das Gebiet einen großen Anteil jüdischer Bevölkerung.
In der Lettischen Sozialistischen Sowjetrepublik wurden die Selen offiziell nicht anerkannt. Die Nachfahren des Stammes bemühen sich seit der Wiederherstellung von Lettlands Unabhängigkeit verstärkt um ihre ethnische Identität. Sie erforschen und pflegen die lokale Sprache, Kultur und Überlieferung.